# Коунсвілл (Айова)
Коунсвілл (англ. Conesville) — місто (англ. city) в США, в окрузі Маскетін штату Айова. Населення — 352 особи (2020).

## Географія
Коунсвілл розташований за координатами 41°22′47″ пн. ш. 91°20′55″ зх. д. / 41.37972° пн. ш. 91.34861° зх. д. (41.379677, -91.348585).  За даними Бюро перепису населення США в 2010 році місто мало площу 0,93 км², уся площа — суходіл.

## Демографія
Згідно з переписом 2010 року, у місті мешкали 432 особи в 132 домогосподарствах у складі 105 родин. Густота населення становила 465 осіб/км².  Було 153 помешкання (165/км²).
Расовий склад населення:
| - 57,6 % — білих - 1,6 % — азіатів - 0,7 % — чорних або афроамериканців - 38,2 % — осіб інших рас |

До двох чи більше рас належало 1,9 %. Частка іспаномовних становила 63,0 % від усіх жителів.
За віковим діапазоном населення розподілялося таким чином: 35,9 % — особи молодші 18 років, 56,5 % — особи у віці 18—64 років, 7,6 % — особи у віці 65 років та старші. Медіана віку мешканця становила 29,0 року. На 100 осіб жіночої статі у місті припадало 109,7 чоловіків;  на 100 жінок у віці від 18 років та старших — 105,2 чоловіків також старших 18 років.
Середній дохід на одне домашнє господарство  становив 46 276 доларів США (медіана — 42 692), а середній дохід на одну сім'ю — 51 142 долари (медіана — 45 536). За межею бідності перебувало 22,6 % осіб, у тому числі 28,1 % дітей у віці до 18 років та 6,5 % осіб у віці 65 років та старших.
Цивільне працевлаштоване населення становило 228 осіб. Основні галузі зайнятості: виробництво — 34,6 %, освіта, охорона здоров'я та соціальна допомога — 16,7 %, науковці, спеціалісти, менеджери — 11,0 %, оптова торгівля — 10,5 %.